# Ussama ibn Múnqidh
Ussama ibn Múrxid ibn Alí, també conegut com a Ussama ibn Múnqidh (àrab: أسامة بن منقذ, Usāma b. Munqiḏ) (1095-1188) fou un poeta i príncep munqídhida de Xaizar, fill de Múrxid ibn Alí que va renunciar al poder en 1098.
Va servir a Zengi i va anar a Xaizar per defensar la ciutat contra Joan II Comnè, combats en els quals va morir el seu pare el 1138. Després fou desterrat per por que demanés els seus drets successoris i va servir als búrides de Damasc sent l'home de confiança de Muín-ad-Din Únur. Cansat de les lluites de faccions se'n va anar el 1144 a Egipte on va esdevenir col·laborador del visir fatimita Al-Àdil ibn as-Salar. El 1150 el visir el va enviar al zàngida Nur-ad-Din per negociar una aliança contra els francs per conquerir Ascaló. El 1153 va participar en un complot contra el visir i el 1154 en una conspiració contra el mateix califa, i va haver de fugir a Síria. Nur-ad-Din, que acabava de conquerir Damasc, el va acollir i va restar al seu servei deu anys. Després de la victòria de Harim el 1164 fou enviat a la cort de l'ortúquida Kara Arslan d'Hisn Kayfa i va passar al servei d'aquest. Aquí va escriure la major part de la seva obra poètica. El 1174 fou cridat per Saladí que el va acollir amb alegria a la seva cort, però dos anys després les relacions s'havien refredat i va viure els darrers anys retirat. Va morir el 16 de novembre de 1188, a l'edat de 93 anys.